# Albatroszfélék
Az albatroszfélék (Diomedeidae) a madarak (Aves) osztályába és a viharmadár-alakúak (Procellariiformes) rendjébe tartozó család.

## Előfordulásuk
A legtöbb albatroszfaj az Antarktisz, Ausztrália, Dél-Afrika és Dél-Amerika körülötti nyílt vizeken él. Ezek inkább sarkvidéki vizek, albatroszok nem nagyon élnek trópusi vizeken, a galápagosi albatrosz (Phoebastria irrorata) az egyetlen faj, amely a trópusokon él. A Déli-óceánon számos albatroszfaj megtalálható, viszont a Jeges-tengerről teljes mértékben hiányoznak. Az albatroszok kerülik a partokat és a szárazföldet, szaporodási idejükön is kis szigetekre mennek, mivel itt könnyen le és fel tudnak szállni.

## Megjelenésük
Az albatroszok egy nagy csoportja a nagy madaraknak. Nagyon hosszú és vékony szárnnyal rendelkeznek. Szárnyfesztávolságuk több mint 350 centiméter, még a család kisebb képviselőinek is 2 méter. 12 kilogrammos tömegükkel a legnehezebb repülő madarak közé tartoznak. Csőrűk nagy, erős és hegyes; gyakran előfordul, hogy színe világossárga vagy -rózsaszín. Lábaik rövidek, lábujjaik között úszóhártya található. Az albatroszok jó úszók, a magas hullámokon is a felszínen maradnak.

## Életmódjuk
Szárnyuk nagy, repülve jelentős távolságokat tesznek meg. Táplálékuk főleg tintahalakból áll, emellett fontos táplálékösszetevőjük a halak, rákok és ritkán a medúzák fogyasztása. Alkalmanként követik a hajókat a tengerbe dobott hulladék miatt. Az így és egyéb forrásból származó és esetenként emészthetetlen hulladék elfogyasztása miatt sok madár elpusztul. Az albatroszok nagyon hosszú életű madarak, az átlagos életkor 10 év, de az eddig feljegyzett legmagasabb életkor 58 év volt egy királyalbatrosznál.

## Szaporodásuk
Az albatroszok nagyon hosszú szaporodási ciklussal rendelkeznek. Fészkeiket hegyfokokra építik, mivel ez jól megközelíthető a tengerekről érkező kolóniáknak. A fiókák 1 évig maradnak a szülőknél, így egyes fajok, csak 2 évente szaporodnak. Telepekben fészkelnek, amelyek több ezer fészket is magukba foglalnak. A legtöbb faj fűből, mohából és sárból építi fészkét. Egyes fajok egyáltalán nem építenek fészket. Fészekaljuk egyetlen tojásból áll, melyet 10–11 héten keresztül költenek a szülők, ezalatt naponta helyet cserélnek, hogy táplálékot kereshessenek.

## Rendszerezés
Az albatroszféléket korábban a viharmadárfélék családjába sorolták.
A családba az alábbi 4 recens nem tartozik:
- Diomedea Linnaeus, 1758 – 6-7 recens faj
- Phoebastria Reichenbach, 1853 – 4 recens faj
- Phoebetria Reichenbach, 1853 – 2 recens faj
- Thalassarche Reichenbach, 1853 – 9-10 recens faj

A Diomedea és Thalassarche nemeknél azért vannak változó számok, mert az ornitológusok még nem értenek egyet az albatroszfélék fajszáma fölött; míg egyesek néhány korábban alfajnak vélt állatot faji szintre emelnének, mások viszont fajokat vonnának össze. Emiatt van az, hogy az IUCN és a BirdLife International 22 fajt, míg az ITIS 21 fajt fogad el; ezektől eltérően a legújabb kutatások 13 fajra + az amszterdam-szigeti albatroszra (Diomedea amsterdamensis) utalnak. Az utóbbi madár azért áll külön a fajlistától, mivel a rendszertani besorolása manapság még igen vitatott.

## Képek

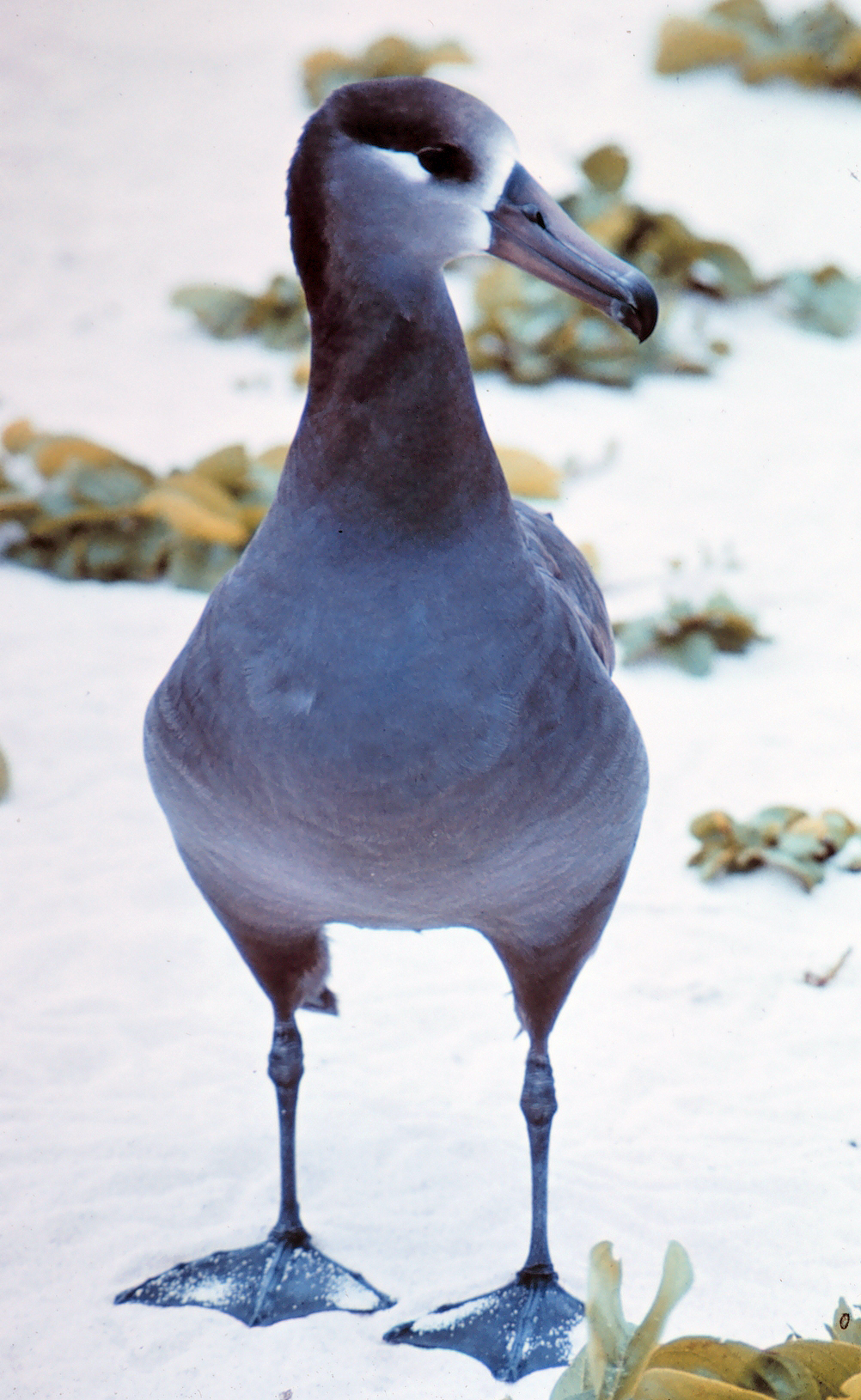
Feketelábú albatrosz (Phoebastria nigripes)
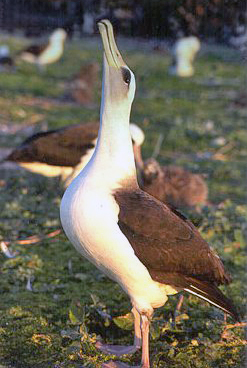
Laysan-albatrosz (Phoebastria immutabilis)
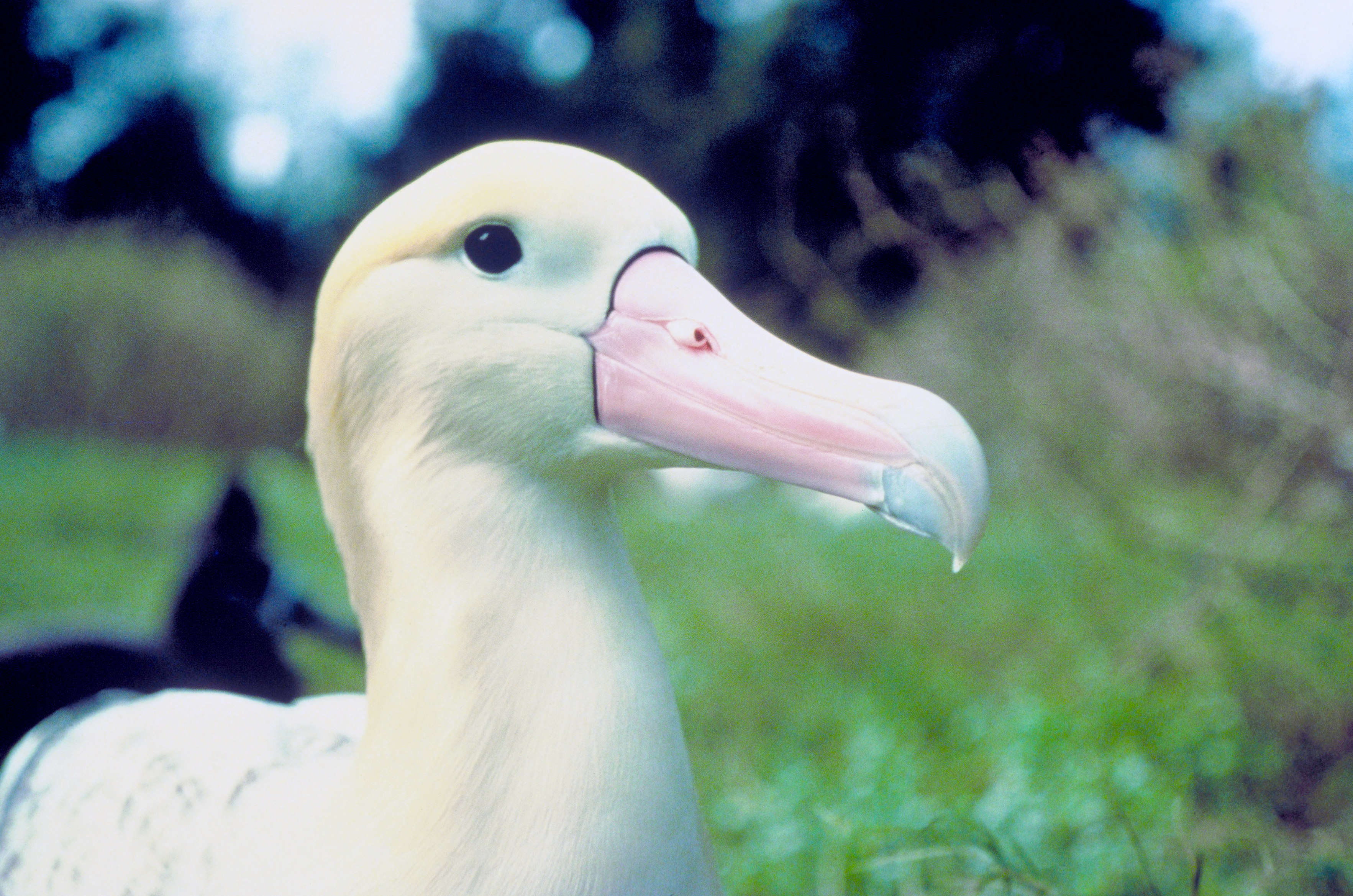
Rövidfarkú albatrosz (Phoebastria albatrus)
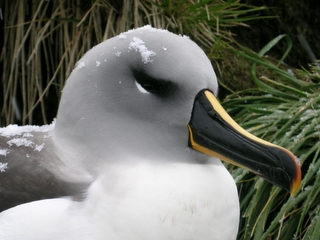
Szürkefejű albatrosz (Thalassarche chrysostoma)

### Fordítás
- Ez a szócikk részben vagy egészben  az   Albatrosse című német Wikipédia-szócikk fordításán alapul.  Az eredeti cikk szerkesztőit annak laptörténete sorolja fel. Ez a jelzés csupán a megfogalmazás eredetét és a szerzői jogokat jelzi, nem szolgál a cikkben szereplő információk forrásmegjelöléseként.
- Ez a szócikk részben vagy egészben  az   Albatross című angol Wikipédia-szócikk ezen változatának fordításán alapul.  Az eredeti cikk szerkesztőit annak laptörténete sorolja fel. Ez a jelzés csupán a megfogalmazás eredetét és a szerzői jogokat jelzi, nem szolgál a cikkben szereplő információk forrásmegjelöléseként.